# Silometopoides
Silometopoides es un género de arañas araneomorfas de la familia Linyphiidae. Se encuentra en la zona holártica.

## Lista de especies
Según The World Spider Catalog 12.0:
- Silometopoides asiaticus (Eskov, 1995)
- Silometopoides koponeni (Eskov & Marusik, 1994)
- Silometopoides mongolensis Eskov & Marusik, 1992
- Silometopoides pampia (Chamberlin, 1949)
- Silometopoides pingrensis (Crosby & Bishop, 1933)
- Silometopoides sibiricus (Eskov, 1989)
- Silometopoides sphagnicola Eskov & Marusik, 1992
- Silometopoides tibialis (Heimer, 1987)